# Jazeera Airways
Jazeera Airways (араб. طيران الجزيرة) — кувейтська авіакомпанія з головним офісом на території Кувейтського міжнародного аеропорту, мухафаза Фарванія, Кувейт.

Здійснює регулярні рейси на Близькому Сході, до Непалу, Пакистану, Індії, Шрі-Ланки та Європи.

Його головною базою є міжнародний аеропорт Кувейту . Авіакомпанія виросла з моменту її запуску і стала другою національною авіакомпанією Кувейту. Jazeera Airways є одним з найбільших операторів в аеропорту Кувейту, обслуговуючи чверть усіх переміщень літаків і пасажирів в аеропорту протягом липня 2009 року. Згідно зі звітом Головного управління цивільної авіації Кувейту за липень 2009 року, Jazeera Airways мала найбільшу кількість руху повітряних суден за місяць з 1834 зльотами та посадками, що на 4 % обігнало другого за величиною перевізника в русі літаків.

## Історія
В 2004 році уряд Кувейту дозволив створити неурядову авіакомпанію, по суті поклавши край 50-річній монополії Kuwait Airways.
Указом Emiree № 89 від 2004 року Jazeera Airways стала першою авіакомпанією, яка була приватною в цій галузі.
Jazeera Airways зібрала свій капітал у розмірі 10 мільйонів кувейтських доларів (35 мільйонів доларів США) шляхом первинного публічного розміщення в Кувейті, підписка на яку було перевищено в 12 разів.

Капітал подвоївся до 20 мільйонів динаріїв (70 мільйонів доларів США) у 4 кварталі 2007 року шляхом повторної пропозиції існуючим акціонерам. У травні 2009 року розподіл акцій у розмірі 10 % фактично збільшив капітал до 22 мільйонів кувейтських доларів (77 мільйонів доларів США).
Близько 26 % авіакомпанії належить двом компаніям, пов'язаним з Boodai Group: Wings Finance (9 %) і Boodai Projects (17 %). 6-7 % також володіє Jasem M. al-Mousa Trading, компанія, що належить колишньому міністру громадських робіт у першому кувейтському уряді, створеному після закінчення вторгнення Іраку до Кувейту.
Близько 17,5 % належить двом компаніям з нерухомості, а решта — публічна.

Jazeera Airways розпочала роботу 30 жовтня 2005 року з парку нових літаків Airbus A320, що виконували рейси кількома напрямками на Близькому Сході.
У другому кварталі 2009 року влада ОАЕ звернулася до авіакомпанії з проханням припинити свої операції у Дубаї.
Цей крок розглядався як підтримка майбутнього запуску в Дубаї власної лоукост авіакомпанії FlyDubai.
Jazeera змінила модель роботи, зосередившись на своєму кувейтському центрі та спробувавши запустити другий центр деінде.
До другого кварталу 2010 року нова модель виявилася збитковою, оскільки кувейтський хаб мав надлишкову потужність.
Авіакомпанія змінила свої плани, скасувавши багато напрямків і припаркувавши деякі літаки, які пізніше були повернуті орендодавцю.

## Напрямки
Напрямки на січень 2020, Jazeera Airways:
| Держава           | Місто        | Аеропорт              | Примітки  | Refs   |
| ----------------- | ------------ | --------------------- | --------- | ------ |
| Азербайджан       | Баку         | Баку                  |           | [ 9 ]  |
| Бахрейн           | Манама       | Бахрейн               |           | [ 10 ] |
| Бангладеш         | Дака         | Дака                  |           | [ 10 ] |
| Бангладеш         | Читтагонг    | Читтагонг             |           | [ 11 ] |
| Єгипет            | Александрія  | Александрія           |           | [ 10 ] |
| Єгипет            | Асьют        | Асьют                 |           | [ 10 ] |
| Єгипет            | Каїр         | Каїр                  |           | [ 10 ] |
| Єгипет            | Луксор       | Луксор                |           | [ 10 ] |
| Єгипет            | Шарм-еш-Шейх | Шарм-еш-Шейх          | Сезонно   | [ 10 ] |
| Єгипет            | Согаґ        | Сохаг                 |           | [ 10 ] |
| Ефіопія           | Аддис-Абеба  | Аддис-Абеба           |           | [ 12 ] |
| Грузія            | Тбілісі      | Тбілісі               |           | [ 10 ] |
| Індія             | Ахмедабад    | Ахмедабад             |           | [ 13 ] |
| Індія             | Делі         | Делі                  |           | [ 14 ] |
| Індія             | Гайдарабад   | Гайдарабад            |           | [ 10 ] |
| Індія             | Кочі         | Кочі                  |           | [ 13 ] |
| Індія             | Мумбай       | Мумбай                |           | [ 10 ] |
| Іран              | Мешхед       | Мешхед                |           | [ 10 ] |
| Ірак              | Наджаф       | Наджаф                |           | [ 10 ] |
| Йорданія          | Амман        | Амман                 |           | [ 10 ] |
| Кувейт            | Кувейт       | Кувейт                | хаб       | [ 10 ] |
| Киргизстан        | Ош           | Ош                    |           | [ 15 ] |
| Ліван             | Бейрут       | Бейрут                | Сезонно   | [ 10 ] |
| Непал             | Катманду     | Катманду              |           | [ 15 ] |
| Пакистан          | Карачі       | Карачі                |           | [ 15 ] |
| Пакистан          | Лахор        | Лахор                 |           | [ 10 ] |
| Катар             | Доха         | Хамад (аеропорт)      |           | [ 16 ] |
| Саудівська Аравія | Джидда       | Джидда                |           | [ 10 ] |
| Саудівська Аравія | Даммам       | Даммам                |           |        |
| Саудівська Аравія | Медина       | Медина                |           | [ 17 ] |
| Саудівська Аравія | Ріяд         | Ріяд                  |           | [ 10 ] |
| Саудівська Аравія | Таїф         | Таїф                  | сезонно   | [ 10 ] |
| Туреччина         | Бодрум       | Бодрум                | сезонно   | [ 18 ] |
| Туреччина         | Анталія      | Анталія               | припинено | [ 7 ]  |
| Туреччина         | Стамбул      | Стамбул-Ататюрк       | припинено | [ 10 ] |
| Туреччина         | Стамбул      | Стамбул               |           | [ 10 ] |
| Туреччина         | Стамбул      | Стамбул-Сабіха Гекчен |           | [ 18 ] |
| ОАЕ               | Дубай        | Дубай                 |           | [ 10 ] |
| ОАЕ               | Аль-Аїн      | Аль-Аїн               |           |        |
| Велика Британія   | Лондон       | Лондон-Хітроу         |           | [ 19 ] |
| Узбекистан        | Ташкент      | Ташкент               | сезонно   |        |

## Власний термінал
В 2018 році Jazeera Airways відкрила власний термінал у міжнародному аеропорту Кувейт.
Стверджується, що цей термінал є першим, що належить, побудований та керований приватною авіакомпанією на Близькому Сході.

Термінал має спеціальний зал реєстрації для пасажирів Jazeera, лаунж бізнес-класу, прямий доступ до виходів на посадку Jazeera та автостоянку на 350 місць, сполучених телетрапом.

## Флот
Флот на січень 2021:
| Тип             | В дії | Замовлено | Пасажирів | Пасажирів | Пасажирів | Примітки                                                                                                  |
| Тип             | В дії | Замовлено | C         | Y         | Total     | Примітки                                                                                                  |
| --------------- | ----- | --------- | --------- | --------- | --------- | --- |
| Airbus A320-200 | 8     | —         | 12        | 147       | 159       | Усі літаки мають бути замінені на A320neo та A321neo.                                                     |
| Airbus A320-200 | 8     | —         | —         | 165       | 165       | Усі літаки мають бути замінені на A320neo та A321neo.                                                     |
| Airbus A320neo  | 9     | 20        | 12        | 150       | 162       | Поставки почалися в 2018 році. На авіасалоні в Дубаї 2021 року зроблено нове замовлення ще на 20 літаків. |
| Airbus A321neo  | —     | 8         | TBA       | TBA       | TBA       | Очікується, що поставки розпочнуться у 2026 році                                                          |
| Разом           | 17    | 28        |           |           |           | |